# Landgoed Bieduinen

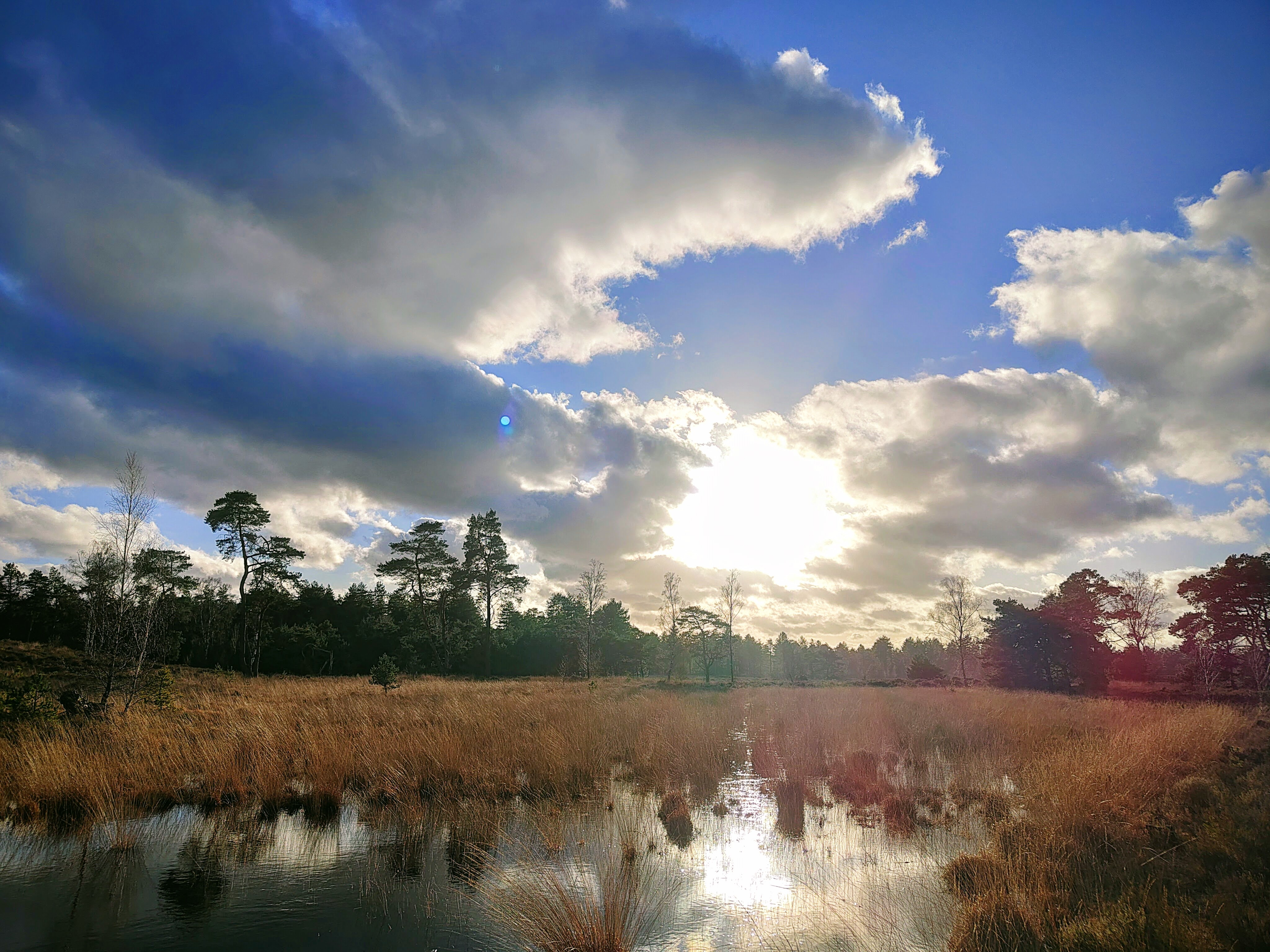
Bieduinen gezien vanuit het stuifduinengebied

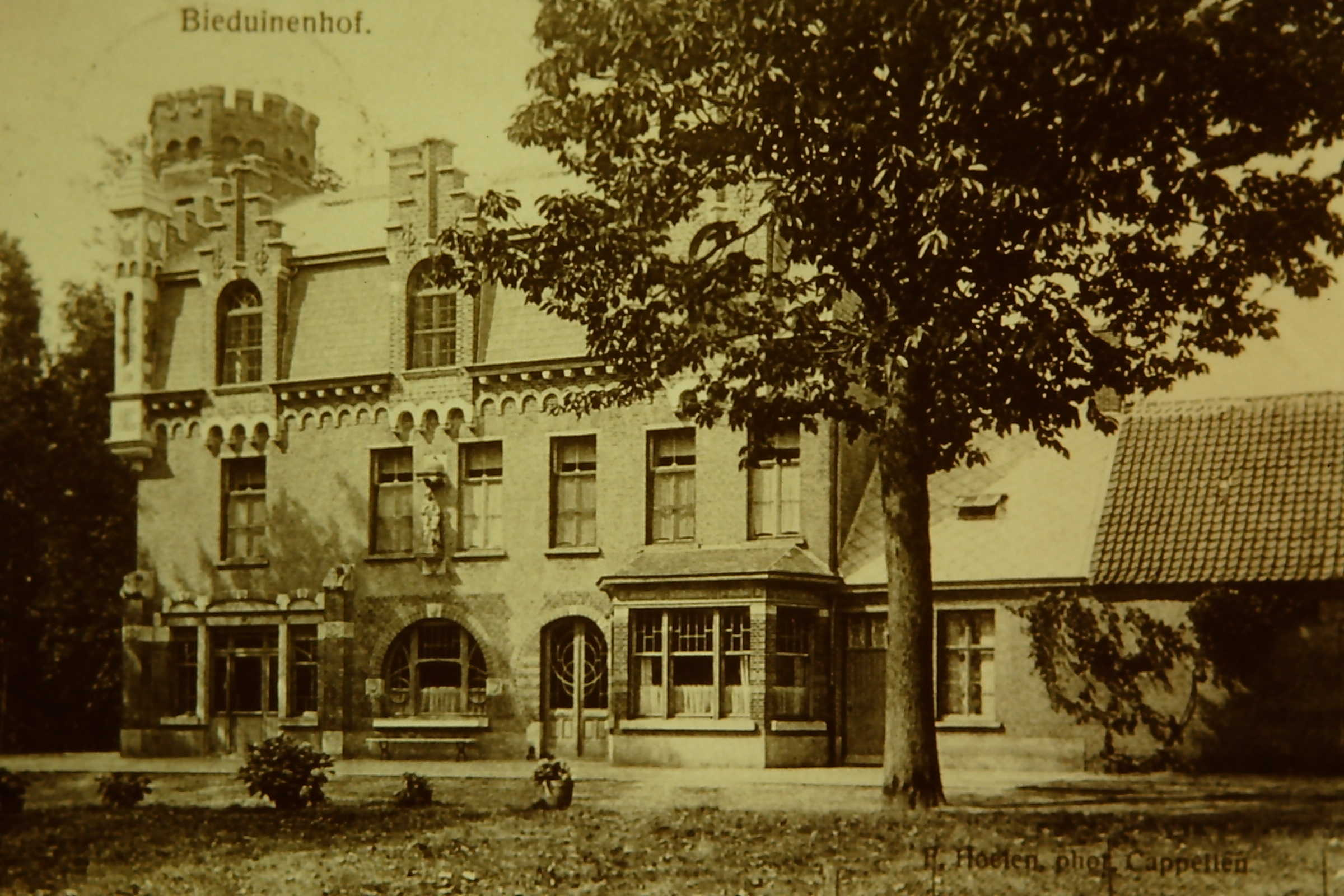
Villa Bieduinenhof ca. 1925

Het Landgoed Bieduinen, gelegen ten noorden van het Nederlands-Belgische grensdorp Putte, ligt op de Brabantse Wal en is 170 hectare groot. Het bestaat uit bos en overgaand naar heide. Het gebied kenmerkt zich door naaldbossen, heidevelden, vennen en meertjes, het was lang aantrekkelijk de houthak en turfwinning. Het landgoed grenst aan het stuifduinengebied ten oosten van Ossendrecht, waar in de middeleeuwen om werd gevochten door onder meer de heer van Bergen op Zoom en die van Hoogerheyde. De eigenaar van het landgoed, familie Van Mierlo, heeft het al gedurende drie generaties in bezit.
Op het landgoed staat een landhuis, villa Bieduinenhof, waar Stichting Titurel huist. Verder zijn er twee bijgebouwen, 't Hofje van Bieduinen, waar een telg uit de familie van Mierlo woont die het landgoed beheert en onder andere een touristen accomodatie uitbaat. De familie Van Mierlo heeft de Stichting Bieduinenhof opgericht om, naast andere goede doelen, ervoor te zorgen dat het landgoed als eenheid voor de lange termijn kan blijven bestaan.

## Geschiedenis
In de periode 1881-1897 kwam een groot aantal hectares van dit gebied in handen van de Belg Francois Joseph Gerard Servais en diens zoon Alphons; naast Bieduinen werd ook het nabijgelegen Landgoed Groote Meer hun eigendom. Er was in die tijd een groep rijke Vlaamse industriëlen die zich vestigden op de Brabantse wal. Alphons Servais liet in 1883 op landgoed Bieduinenhof een villa in neoromaanse stijl bouwen. De toren met verticale schijnschietsleuven en de gekanteelde topgevel zijn kenmerkende elementen van de excentrieke kasteelachtige villa, die verder door de combinatie van verschillende materialen ook een duidelijk Vlaamse invloed laat zien. De Rijksdienst voor Cultureel Erfgoed en het Nationaal Restauratiefonds classificeren de villa als een typologische zeldzaamheid.
Dat Alphons Servais als grootgrondbezitter destijds zuinig was op zijn landgoederen blijkt uit een wandelgids uit 1902. Men schrijft het volgende over de baron: "Op den voorgrond dient gezet, dat de heer Servais, noch eenig andere eigenaar van buitens of bosschen, verkiest, dat er bij het houden van een pic nic in de bosschen vuur of een spiritus— of eenig ander verwarmingstoestel wordt aangestoken, ter verwarming van eet- of drinkwaren." Wie toch een barbecue waagde, meldde de gids, werd van het landgoed verwijderd en kon een proces-verbaal verwachten.

### Van Bejaardentehuis naar Titurel
Ten tijde van de Tweede Wereldoorlog, lang nadat het Bieduinenhof in bezit was van de familie Servais, diende de villa als opvang voor uit Rotterdam geëvacueerde zieken en bejaarden. Een belangrijk en kleurrijk figuur in deze periode was de Ossendrechtse Dien Mous (1916-1986). Als tiener leidde Mous een lokale afdeling van de Katholieke Jonge Meisjes (KJM) en ging zij dikwijls met haar meisjes op bezoek bij het hospitaal, waar zij de ouderen vermaakten met dans en toneel. Haar inzet voor de meisjes- en vrouwenbeweging werd beloond met een pauselijke onderscheiding.
Na 1945 behield villa Bieduinenhof een zorgfunctie. Van 1948 tot 1952 was het een bejaardentehuis in handen van de Franciscanessen van Oudenbosch. In 1956 kocht Joop van Mierlo uit Essen het landgoed. In dezelfde periode viel het gebied ten prooi aan bosbranden, waarna werd bepaald dat een deel van het terrein ging dienen als militair oefenterrein. Ook in 2023 doen nog altijd militairen op de overgang tussen heide en bos team- en oriëntatie-oefeningen.
Villa Bieduinenhof behield ook na 1956 een zorgfunctie. Van Mierlo ging er op verzoek van de nabijgelegen Volksabdij Onze-Lieve-Vrouw ter Duinen oudere patiënten op vangen. In hun zoektocht naar verplegend personeel rekruteerden de Van Mierlo's franciscanessenzusters uit Oudenbosch, die vanaf 1958 hun intrek in de villa namen. door de zusters kreeg het Bieduinenhof in 1964 ook een eigen kapel.
Voor mevrouw Van Mierlo was de verzorging een levenstaak. Nadat de villa in 1989 zijn oorspronkelijke functie als bejaardentehuis verloor kreeg ze, op voorspraak van de eerdergenoemde volksabdij, een door de stichting Titurel gerealiseerde bestemming als woonzorgcentrum voor mensen met een verstandelijke handicap.

## Natuurbeheer
De bossen zijn vanaf 1880 aangelegd als dennenakkers (monocultuur) op woeste gronden en dienden als stuthout voor de Limburgse mijnen. Het middengedeelte is aangelegd als parkbos, en wordt al sinds de jaren '50 niet meer als productiebos beheerd en onderhouden en vormt zo een centraal bosreservaat met alle kenmerken van oud bos en rijk aan biodiversiteit. Een deel is door provincie Noord-Brabant gekenmerkt als Europees beschermd habitattype 'Beukeneikenbossen met hulst' (H9120), de enige van Natura 2000-gebied Brabantse Wal.
De ruim 110 ha rond het bosreservaat wordt beheerd als 'multifunctioneel bos'. Een bos waar alle functies van bos gecombineerd worden; bescherming grondwater- en verbetering luchtkwaliteit, leefgebied schimmels/planten/dieren, medegebruik mens in de vorm van zachte recreatie, lichte oefeningen voor defensie en teelt van kwalitatief hoogwaardig hout, een weer steeds belangrijker wordende hernieuwbare grondstof.
Het beheer wordt sinds de jaren negentig door Cees van Erp (oud staatsbosbeheerder uit de regio) en de kleinzoon Van Mierlo gedaan, nadat de boswachter Piet Danen en zijn vrouw zowat 80 jaar het bos hebben onderhouden. Vanaf dat moment is er ook overgegaan op natuurvolgend bosbeheer om de rijke biodiversiteit verder te versterken. Sinds bijna 15 jaar werkt Bieduinen nu samen met Avos bosadvies. Vanuit de principes van Pro Silva is het bosbeheer voorgezet en wordt stap voor stap het bos weerbaarder en veerkrachtiger gemaakt om de externe drukfactoren van verdroging, luchtvervuiling en toename recreatie te weerstaan. Een deel van het landgoed is opgenomen als 'Voorbeeldbos Pro Silva Nederland'. Met name de rol van berk in het bosecosysteem en in het bosmanagement is uniek  .
Continue bosbedekking (Continuous Cover Forestry, bodembescherming, variatie aan naald- en loofbomen en struiken en afwisselend oude en jonge bomen maken het bos aantrekkelijk voor mens, flora, fauna en fungi. De Zwarte specht, Wespendief, Nachtzwaluw, Boomleeuwerik, maar ook de Boommarter, Gladde slang - zelfs af en toe een doortrekkende Wolf - en andere inheemse diersoorten en ook planten gedijen hierdoor nog beter. Dit blijkt ook uit de herhaalde vogeltellingen die in het gebied worden gedaan door Sovon.
Aangezien Landgoed Bieduinen grenst aan de Kalmthoutse Heide, is er sinds de jaren negentig ook overleg geweest met het Belgisch-Nederlandse grenspark, toen nog in oprichting. Het landgoed maakt er dan ook sinds de oprichting ook integraal deel van uit. Sinds 2022 is het landgoed ook lid van Stichting AnBeRo, Biodiversiteit in Diversiteit, voor en door landgoed- en natuureigenaren in de grensregio Antwerpen-Bergen op Zoom-Roosendaal met als hart de Natura 2000-gebieden Brabantse Wal en Kalmthoutse Heide.